# Ferrovie del Sud Est

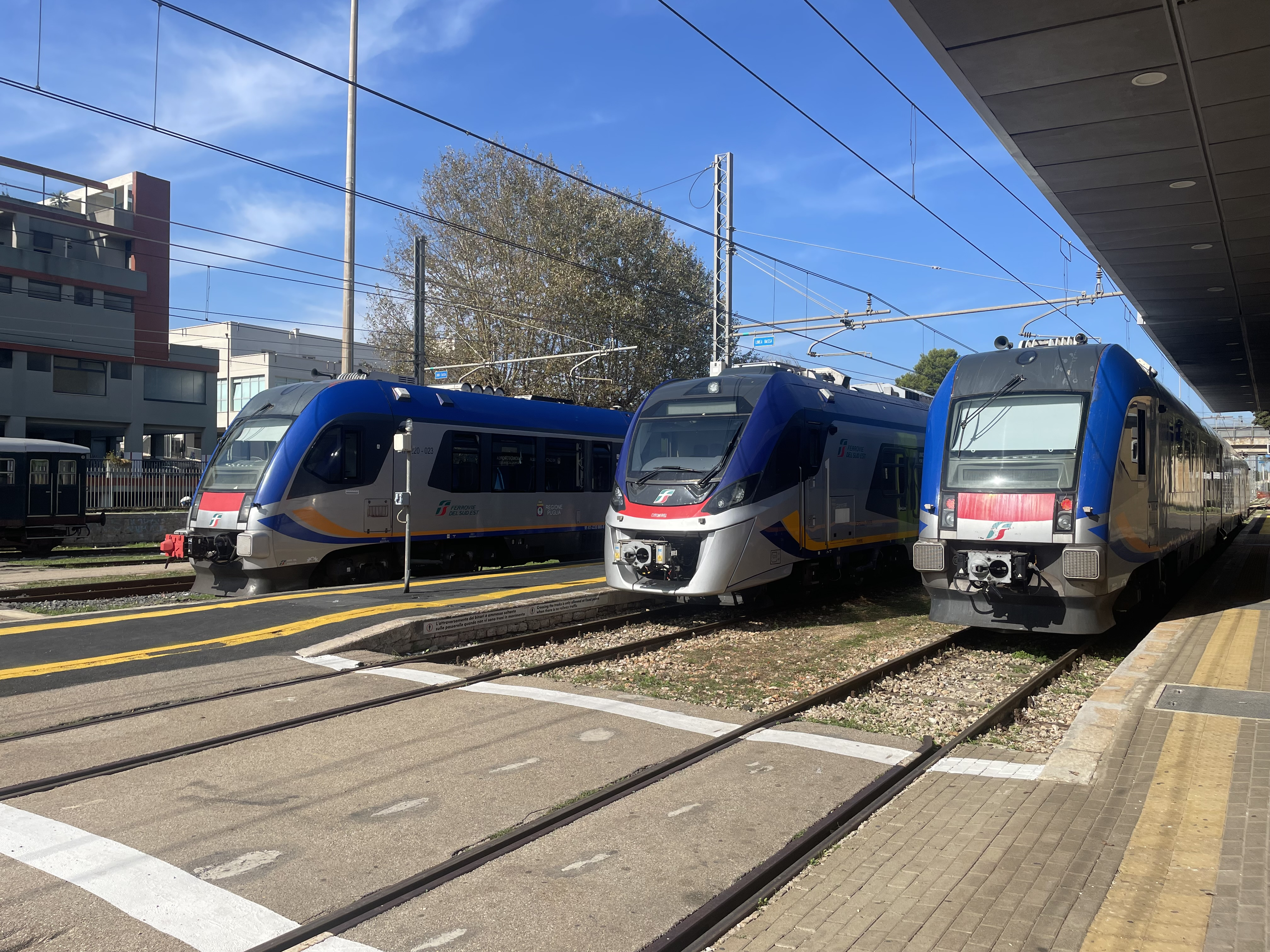
Panoramica dei binari della stazione di Martina Franca: gli ATR 220 e l'ETR 322 entrambi in livrea DPR.

Ferrovie del Sud Est, nota anche come Ferrovie del Sud Est e Servizi Automobilistici S.r.l (negli orari ferroviari abbreviata in FSE), è una società a responsabilità limitata operante nel campo dei trasporti ferroviari e automobilistici. L'azienda, al pari delle altre società operative, fa parte della holding Ferrovie dello Stato Italiane, di cui ne è socio unico.
Nel campo dei trasporti ferroviari, la società opera in qualità sia di gestore dell'infrastruttura sia di impresa ferroviaria, garantendo collegamenti nelle città e nei territori limitrofi di Bari, Taranto, Brindisi e Lecce. 
Grazie anche al vettore automobilistico, su relazioni integrative o sostitutive dell'impresa ferroviaria, i comuni serviti dalla società arrivano a centotrenta.
Con oltre 470 km di infrastruttura gestita di linee ferroviarie nelle quattro province meridionali della Puglia, Ferrovie del Sud Est è il secondo gestore in Italia di strade ferrate per chilometraggio, dopo RFI.

## Storia

Lo storico logo delle Ferrovie del Sud Est, utilizzato dalla sua fondazione nel 1931 sino al 2016, anno di acquisizione da parte delle Ferrovie dello Stato Italiane.

### Costituzione e incorporazione di altre società ferroviarie
Il 6 agosto 1931 si costituì a Roma la Società Anonima Italiana per le Ferrovie del Sud Est, la quale incorporò il successivo 30 settembre la Società anonima italiana per le ferrovie salentine (Lecce-Francavilla, dir. Novoli-Nardò C.le, Nardò-Tricase-Maglie, Casarano-Gallipoli, Francavilla-Locorotondo, di lunghezza totale km 276,709), e la Società anonima delle ferrovie sussidiate (linea Bari-Mungivacca-Putignano-Locorotondo di km 71,310, con la diramazione Mungivacca-Casamassima-Putignano di km 43,368, per un totale di km 114,738). Nel 1933 passò sotto il controllo dell'azienda anche la Società anonima per le strade ferrate pugliesi (linea Martina Franca-Taranto 34,84 km). Sempre nel 1933 la rete sociale integra anche due linee fino a quel momento gestite dalle Ferrovie dello Stato: il tronco Lecce-Zollino-Maglie-Otranto di km 46,787 e quello Zollino-Gallipoli di km 35,262, per un totale di km 82,049.
Sono linee tutte a scartamento normale, fra loro connesse, funzionanti oggi in alcuni casi a trazione bimodale (elettrica e diesel) e in altri solo diesel.
La rete è allacciata a quella di Rete Ferroviaria Italiana nelle stazioni comuni di Bari Centrale, Francavilla Fontana (in provincia di Brindisi), Lecce e Taranto ed è ripartita in sette linee, tutte ammesse al servizio cumulativo italiano e internazionale. Questi primi elementi permettono già di intuire l'importante ruolo svolto dalla rete FSE nei collegamenti della penisola Salentina: attraversa le quattro province meridionali della regione pugliese, collega direttamente tre capoluoghi provinciali (Bari, Taranto e Lecce) e serve altri 73 comuni (pari al 40% dei comuni delle quattro province), con un territorio di circa 5.100 chilometri quadrati. La storia delle FSE si può suddividere in tre periodi, corrispondenti a diverse fasi della gestione e momenti storici: il primo dal 1931 al 1939, il secondo per gli anni del conflitto mondiale e il terzo dal dopoguerra a oggi.

#### Il primo periodo (1931-1939)
Gli anni dal 1931 al 1939 comprendono due fasi distinte. Nella prima, dal 1º luglio 1931 (data di costituzione della rete ferroviaria secondaria nella penisola Salentina) al 30 giugno 1933, l'esercizio è limitato alle sole linee ex Salentine ed ex Sussidiate; si attuano l'assestamento della gestione e lo studio dei problemi nati con l'unificazione delle reti ed hanno inizio anche i primi servizi automobilistici di linea. La seconda fase, dal 1º luglio 1933 a fine 1939, è caratterizzata dal completamento della rete con le due linee ex FS e dalla realizzazione di opere di miglioramento e potenziamento, indispensabili per adeguare la rete così completata alle nuove esigenze dei servizi e per ridurre gli squilibri derivanti dall'unificazione stessa. Basti ricordare che all'atto della concessione le linee avevano il seguente armamento:
- rotaie da 26,7 kg/m su 43 chilometri (costruzione 1900, tratta Bari-Putignano);
- rotaie da 27,6 kg/m su 222 chilometri (costruzione 1884, tratta Zollino-Gallipoli, costruzione 1911 tratta Nardò-Tricase-Maglie, costruzione 1916 tratta Casarano-Gallipoli, costruzione 1924 tratta Locorotondo-Martina Franca-Francavilla Fontana, costruzione 1931 tratta Martina Franca-Taranto);
- rotaie da 30 kg/m su 71 chilometri (costruzione 1903, tratta Putignano-Locorotondo, costruzione 1905 tratta Mugnivacca-Putignano);
- rotaie 36 M su 115 chilometri (costruzione 1868 tratta Lecce-Zollino-Maglie, costruzione 1907 tratta Francavilla Fontana-Lecce e Novoli-Nardò Centrale);
- rotaie 36 S su 18 chilometri (costruzione 1872 tratta Maglie-Otranto).

Per quanto riguarda invece il materiale rotabile, due anni dopo la loro costituzione (cioè al luglio 1933), le FSE disponevano dei seguenti mezzi: 54 locomotive a vapore, 1 automotrice a nafta (a 2 assi), 12 carrozze a carrelli, 93 carrozze a due assi, 26 bagagliai, 242 carri coperti, 55 carri scoperti a sponde alte, 14 carri scoperti a sponde basse, 18 carri serbatoi per trasporto acqua, 73 carri serbatoi per trasporto vino, 2 carri attrezzi, 7 telai.
Successivamente, poiché per obblighi della convenzione la Società doveva acquistare nove carrozze viaggiatori e due bagagliai, venne deciso di comperare diciotto carrozze a carrelli (costruite nel 1937 dalle Officine Carminati e Toselli), in rinnovamento di 37 vetture a due assi, e due bagagliai tipo DU (realizzati sempre nel '37, dalle Officine Meccaniche della Stanga di Padova). Per il materiale di trazione furono acquistate nel 1936 due locomotive a vapore surriscaldato (rodiggio 1'C1', costruite dalla Breda e numerate 37-38) e si iniziò nel 1939 presso le Officine Meccaniche della Stanga la costruzione di un primo lotto di sei automotrici Diesel meccaniche a carrelli. La rete automobilistica aveva raggiunto alla fine del 1939 lo sviluppo di 823 chilometri, con 1.227.000 viaggiatori trasportati e con percorrenze di 1.060.000 autobus/km.

#### Il periodo bellico
Negli anni dal 1940 al 1945 anche le FSE, come tutte le reti ferroviarie dei Paesi coinvolti dalla guerra, furono costrette a rinviare i lavori programmati e soprattutto ad impegnarsi in uno sforzo notevole per rispondere alle esigenze belliche. In un primo momento le FSE dovettero trasportare verso Taranto e Brindisi convogli militari destinati al rifornimento del fronte greco-albanese-jugoslavo; poi si impegnarono nel trasferire migliaia di sfollati dai grandi centri verso l'interno della penisola Salentina, per offrire loro un riparo dalle incursioni aeree; infine sopperirono alle esigenze militari alleate. Dato l'aumento di massa dei convogli e l'insufficiente potenzialità delle linee e del materiale di trazione, si dovette ricorrere al noleggio di locomotive a vapore FS dei gruppi 625, 740 e 880. A tutto questo andarono ovviamente aggiunte le difficoltà di approvvigionamento del combustibile e delle parti di ricambio. Ad esempio, le sei automotrici Diesel OMS (immesse in servizio nel 1940) sospesero il servizio per riprenderlo - e in misura ridotta - nel 1942; si dovette ricorrere ancora al noleggio dalle FS di automotrici Fiat per svolgere un servizio modesto (nel 1945 solo 454937 km di percorrenza).

#### Dal 1946 a metà 1980
Al termine della guerra le FSE si trovarono in condizioni di grave deperimento del materiale e degli impianti, tuttavia ripresero l'opera di miglioramento dei servizi. Accanto al generale impegno conseguente alla ricostruzione, il notevole sviluppo edilizio locale con la realizzazione di nuove piccole aree di mercato diede inizio a sempre maggiori movimenti della popolazione: il traffico nel 1947 raggiunse i 9,4 milioni di viaggiatori trasportati (contro i 1,2 milioni nel 1933 e 1,6 milioni del 1938), con 317 milioni di viaggiatori/km (contro 26 milioni del '33 e 43 milioni del '38). Per rispondere meglio alle cresciute esigenze le FSE passarono a nuovi ordini all'industria nazionale. Nel 1947 le Officine Breda consegnarono dodici carrozze a carrelli dello stesso tipo delle diciotto Carminati e Toselli del 1937. Poi con quattro serie di carrelli e telai di automotrici Diesel MAN (distrutte dalla guerra e ottenute nel '46 dalla Ferrovia Cancello-Benevento in permuta di una locomotiva a vapore e due carrozze a due assi ricostruite), presso le Officine Reggiane e le OMS si iniziava la ricostruzione di quattro automotrici Diesel del tipo simile alle sei già in servizio e che entrarono nel parco FSE nel 1951. Parallelamente si potenziò la rete automobilistica: nel 1950 le 47 autolinee in concessione avevano una lunghezza di 1.705 km ed effettuavano percorrenze di 3,4 milioni di km con un traffico di circa 4,7 milioni di passeggeri.
Nell'opera di ricostruzione e di miglioramento dei servizi, naturalmente, vennero considerati tutti gli aspetti: dal potenziamento delle telecomunicazioni all'ampliamento e costruzione di nuovi fabbricati, dalla manutenzione e riparazione dei rotabili all'abbellimento delle stazioni con piante ed alberi nei piazzali e lungo le linee. Importanti riflessi sulla rete FSE hanno poi avuto sia il passaggio della penisola Salentina ad un'economia agricola quasi di sussistenza a un'attività che trova i suoi mercati in tutt'Europa, sia lo sviluppo delle attività industriali attorno ai centri maggiori, con l'ulteriore incremento del pendolarismo. L'inadeguatezza degli impianti e del materiale rotabile venne attenuata con le provvidenze previste dalla famosa legge n. 1221 del 1952, che consentì un modesto ammodernamento con una spesa di 5,742 miliardi nonché 2.965.495 euro circa (approvata con decreto ministeriale solo nel 1957). Il 60% dell'importo venne destinato all'acquisto di nuovo materiale rotabile e in particolare di: 30 automotrici Diesel-meccaniche (costruite da Imam-Aerfer, con motori Isotta Fraschini e Breda, 16 posti in 1* classe e 48 in 2*), ventidue rimorchi-pilota (costruiti da OMS e Tibb, con 72 posti totali, tutti di 2* classe), tredici locomotive DE da 605 kW (realizzate dalle Reggiane e dalla Ercole Marelli, rodiggio BB, massa a vuoto circa 49t, vmax 80 km/h); cinque locomotive Diesel-idrauliche (costruite dalla Greco, rodiggio B, con potenza installata di 185 kW, motore Deutz a dodici cilindri a V), destinate alle manovre e al servizio merci su tratte di scarso traffico.
Alla fine degli anni Sessanta, però, il parco automotrici e locomotive risultava di nuovo insufficiente. Giunse quindi quanto mai opportuna la richiesta degli organi regionali e statali di preparare un piano di ammodernamento del materiale rotabile e degli impianti fissi. Le esigenze FSE tuttavia non furono subito tenute nella opportuna considerazione. Solo alcuni anni dopo, in sede di revisione della sovvenzione di esercizio (operata in applicazione della legge n. 1080 del 1971 con il decreto ministeriale del 19 settembre 1975), fu prevista una quota aggiuntiva per incrementare, per il periodo 1976-1980, i fondi di rinnovo. Grazie ai nuovi finanziamenti fu così possibile ordinare quindici automotrici Fiat (identiche alla serie FS ALn 668.1900, classificate da Ad 31 a 45, con potenza totale di 295 kW con 12 posti in 1* classe e 56 in 2*) e sette rimorchi pilota (tipo Ln 882, classificate da R 331 a 337, con 78 posti a sedere e di sola 2* classe). Vennero poi finanziati altri lavori urgenti sugli impianti fissi e, tra essi, la sostituzione di alcuni chilometri di armamento leggero con rotaie 50 UNI e la installazione di ACEI sulle tratte interessate da maggior circolazione. Con tali provvidenze pubbliche è stato però impossibile adeguare il parco locomotive e carrozze alle sempre più crescenti esigenze di viaggiatori e merci, al punto che ancora una volta le FSE hanno dovuto far ricorso al noleggio di carrozze FS, limitando anche la composizione dei convogli alle modeste prestazioni delle locomotive DE. Per l'armamento la situazione, pur non completamente soddisfacente, al 31 gennaio 1979 era assai migliorata: km 130 con rotaie da 27,6 kg/m, km 96 con 36 M, km 110 con 36 UNI, km 18 con 36 S e km 115 con rotaie 50 UNI. Per i passaggi a livello invece il problema era ed è ancora spinoso: 392 sono classificati pubblici rotabili protetti, 125 pubblici rotabili non protetti, 9 pubblici pedonali con tornello, poi 227 sono privati rotabili e 179 privati pedonali. In tutto, quindi, 932 pari a un passaggio ogni 508 metri ovvero a 1,98 passaggi a ogni chilometro. Per quanto riguarda i programmi di sviluppo, a seguito di una nuova richiesta formulata nel dicembre 1976 dal Ministero dei Trasporti, le FSE avevano proposto la fornitura di 15 locomotive DE da 1100 kW e di 30 carrozze. Successivamente, nella primavera 1979, le FSE hanno preparato un più aggiornato e accurato programma di potenziamento , che non si limita al materiale rotabile (nel frattempo la Società si è orientata verso 10 locomotive tipo Fiat D. 445, 20 carrozze per pendolari a due piani Casaralta-Cimt Lorraine, del tipo oggi adottato dalle FS e dalle Ferrovie Nord Milano, e 12 bagagliai), ma considera anche le esigenze connesse al potenziamento del servizio di trasporto; il tutto con una spesa (a quella data) di 140 miliardi (72.300.000 euro circa). Verso l'inizio del 1980 iniziava il raddoppio della tratta Bari Sud Est-Mungivacca (con nuove rotaie UNI da 50 kg/m), la soppressione di alcuni passaggi a livello e i lavori di ammodernamento, trasformazione e ricoloritura del materiale rotabile.

### Crisi finanziaria e gestione commissariale governativa
Sul finire degli anni sessanta si ripresentarono problemi finanziari, che avrebbero portato il 19 dicembre 1985 al riscatto da parte dello Stato della rete societaria, posta poi in gestione commissariale governativa.

### Gestione ministeriale
La gestione governativa terminò il 1º gennaio 2001 subentrando da quella data la neo costituita Società Ferrovie del Sud Est e Servizi Automobilistici a r.l., con socio unico il Ministero delle Infrastrutture e dei Trasporti con commissario governativo Luigi Fiorillo.

### Il passaggio al gruppo FS Italiane e il concordato preventivo
Dal 28 novembre 2016 l'azienda, che ha accumulato circa 300 milioni di euro di debito ed è ormai ufficialmente in dissesto, viene acquisita dal gruppo Ferrovie dello Stato Italiane secondo quanto previsto dal decreto ministeriale del 4 agosto 2016 a seguito dell'autorizzazione dell'Agcm diventando a tutti gli effetti una società controllata dal gruppo FS. Il passaggio di proprietà è sostanzialmente un salvataggio industriale: lo stato di dissesto dell'azienda consente a FS di accedere al concordato preventivo, acquisendo la principale ferrovia privata italiana e riducendo l'importo dei debiti al 48% del valore.

### La bancarotta fraudolenta
All'inizio di febbraio 2018 vengono arrestati e ristretti ai domiciliari dalla procura di Bari 29 soggetti, tra cui Luigi Fiorillo (già commissario governativo, dal 2001 al 2016) e vari imprenditori, professionisti, consulenti e progettisti per bancarotta fraudolenta documentale, societaria e patrimoniale, relativa ai fatti intervenuti lungo tutta la gestione Fiorillo dal 2001 al 2016. Il procedimento costituisce, secondo la Guardia di Finanza, "l’esito di articolate indagini svolte su un consolidato sistema di dissipazione del patrimonio pubblico appartenente alle Ferrovie del Sud Est e Servizi Automobilistici S.R.L. di Bari che ha disvelato un radicato sistema di affidamenti ad personam di incarichi professionali e di appalti milionari per servizi, lavori e forniture, cui è conseguita una esposizione debitoria di circa 300 milioni di euro”.
Per bancarotta fraudolenta documentale, societaria e patrimoniale, nonché dissipazione e distrazione di fondi, il 3 ottobre 2018 si apre a Bari il processo contro Luigi Fiorillo e altri 14. Lo stesso Fiorillo, nel febbraio 2024, a distanza di circa cinque anni dall'inizio del procedimento, ne viene ufficialmente condannato a 10 anni, oltre a stato dichiarato interdetto dai pubblici uffici e inabilitato per dieci anni agli uffici direttivi delle imprese.

### Lavori di potenziamento sulle linee ferroviarie a partire dal 2016
In seguito alla prescrizione da parte dell'Agenzia Nazionale per la Sicurezza delle Ferrovie di mantenere il limite di velocità a 50 km/h durante la marcia dei treni, dovuto all'assenza delle adeguate misure di sicurezza ed anche a seguito dell'incidente avvenuto ad Andria nel 2016, le Ferrovie del Sud Est danno il via a diversi interventi per consolidare le ferrovie e permettere di innalzare il limite prescritto a causa delle mancate prescrizioni.
Generalmente ciò che è stato rinnovato (e che dovrà essere rinnovato) segue pressoché gli schemi di Rete Ferroviaria Italiana: nuovi binari modello RFI 60 UNI, traverse sottostanti in cemento armato precompresso modello RFI 230 VN, nuovo Ballast (pietrisco ferroviario), pedane sia nelle stazioni per l'attraversamento pedonale che nei passaggi a livello, segnali in stile RFI, dove viene indicato di non attraversare i binari in caso di treni in movimento, prima assenti, nuove modalità di segnalamento ed elettrificazione delle linee.
Nel 2016 i lavori per l'elettrificazione della linea 1 bis Mungivacca-Putignano sono terminati. L'11 settembre 2017 viene dato il via ai lavori di sostituzione dell'armamento ferroviario e successivamente di installazione del Sistema di Controllo Marcia Treno (SCMT) sull'intera con conclusione dei lavori prevista per fine 2017, predisponendo a tal fine le corse sostitutive con autobus. La linea è stata riaperta il 1 ottobre 2018.
Il 1 ottobre 2018 partono i lavori di rinnovamento dell'armamento della linea 1 Bari-Taranto nel tratto Putignano-Martina Franca, conclusi nel settembre del 2019.
Nel 2019 viene dato il via al raddoppio ed al contestuale potenziamento della linea 1 Bari-Taranto nel tratto Mungivacca-Putignano, pertanto tale tratto viene chiuso al traffico. Questa chiusura al traffico è dovuta, oltre ai lavori di raddoppio, anche all'interramento delle stazioni sul percorso (naturalizzando e riconvertendo quelle di terra) e potenziamento generale della linea, ovvero installazione del sistema SCMT, rinnovamento dell'armamento ed elettrificazione. 
Ad aprile 2021, sulla linea Mungivacca-Putignano termina l'installazione del Sistema Controllo Marcia Treno, installazione iniziata circa un anno prima nel tratto Bari-Adelfia e successivamente Adelfia-Putignano. Con l'introduzione stabile dei treni elettrici a partire dallo stesso anno, si è vista una riduzione dei tempi di percorrenza su questa tratta grazie all'efficienza della trazione elettrica e la maggior velocità grazie all'installazione dell'SCMT.
Nell'estate 2021, sempre a causa dell'assenza di adeguate misure di sicurezza, viene dato il via ai lavori di sostituzione dell'armamento ferroviario sulla linea 1 Bari-Taranto nel tratto Martina Franca-Taranto. Intervento che, concluso il 2 maggio 2022, è propedeutico (quindi prossimi all'installazione entro breve tempo) alla rielettrificazione del tratto e l'installazione del Sistema di Controllo Marcia Treno (SCMT). Durante tale periodo, sono state predisposte le corse sostitutive con autobus coincidenti con gli orari del treno. Successivamente i medesimi orari sono stati ripristinati su rete ferroviaria, con l'aggiunta di due treni in più sulla relazione tra Martina Franca e Statte, riducendo le corse dei bus. 
Il 16 ottobre 2023 debutta il treno elettrico sulla tratta Putignano-Martina Franca sulla linea 1 Bari-Taranto, completando ulteriori 34 km di elettrificazione, la prima corsa in servizio regolare è stata effettuata dal Newag Impuls 36WEb ETR 322-009, mentre quella inaugurale dall’ETR 322-004, il quale è stato ripellicolato per l'occasione in una variante della livrea DPR La sostenibilità viaggia in treno, perdendo la precedente cromia rosso-bianco-nera.
A partire dal cambio d'orario del 4 marzo 2024 e confermandolo con il cambio del 9 giugno 2024, a causa di un probabile crollo di un palazzo, sulla linea 1 Bari-Taranto viene interrotta la circolazione tra Taranto Galese e Taranto ed autosostituita da bus. Il successivo 1 settembre a seguito della messa in sicurezza del versante e del palazzo cedente riprende regolarmente la circolazione con treni ridotti e servizi provvisori per poi definire in maniera definitiva l’orario dei treni e dei servizi nel cambio d’orario del 9 settembre.
A partire dal 9 giugno 2024 per potenziamento infrastrutturale chiude sulla linea 2 Martina Franca-Lecce il tratto Francavilla Fontana-Lecce per poter adeguare la linea ai nuovi standard, ovvero cambio dell'armamento, elettrificazione, SCMT ed altri interventi di varia natura collegati al potenziamento generale della linea.
Il 18 novembre 2024 partono i cantieri su tutta la rete riguardante le stazioni individuate ai fini della trasformazione in HUB coi fondi del PNRR, con conclusione dei cantieri prevista per giugno 2026.
Per gli interventi propedeutici all'installazione del sistema ERTMS, dal 18 novembre 2024 fino a giugno 2025 e nuovamente da settembre 2025 a dicembre 2025, chiude la linea 5 Lecce-Gallipoli nel tratto Zollino-Gallipoli.
Il 10 giugno 2024 è stato riaperto, dopo circa 5 anni di lavori, il primo tratto tra Putignano e Rutigliano sulla linea 1 Bari - Taranto, per il tratto tra Rutigliano e Bari si dovrà attendere l'anno successivo.
Per gli interventi propedeutici all'installazione del sistema ERTMS, da giugno 2025 e fino a settembre 2025, chiude la linea 6 Zollino-Gagliano nel tratto Maglie-Gagliano.
Nel corso dell'estate 2025 viene attrezzata all'elettrificazione la tratta Martina Franca-Taranto della linea 1 Bari-Taranto, tuttavia, come negli anni passati, durante i lavori più volte si sono ripetuti casi di furti di rame che hanno ripetutamente vandalizzato la linea.

### Rinnovo del parco rotabile a partire dal 2016
Nel 2019 la società riceve i primi 5 elettrotreni ETR 322 in cromia rosso-bianco-nera, seguiti poi dagli ultimi 6 in livrea DPR e dotati di prese elettriche a bordo, ricevuti tra la fine del 2020 e l'inizio del 2021.
A settembre del 2019 debutta il primo treno elettrico, nella storia delle Ferrovie del Sud Est, sulla linea 1 bis Mungivacca-Putignano, il Newag Impuls 36WEb ETR 322-001.
Il 24 settembre 2024 la società riceve i primi due elettotreni degli 11 totali ETR 104 Pop, n. 216 e 225. Poco tempo dopo, l'11 ottobre 2024, riceve la terza unità, la n. 230, dopo circa due mesi, il 31 dicembre 2024, riceve la quarta unità n. 247, poi il n. 274, il 14 luglio 2025 il n. 280 e 5 giorni dopo, il 19 luglio 2025, il n. 285. Rimangono in attesa di consegna i restanti 4 convogli. Tutti i convogli sin dall'origine sono identici sia in allestimento interno (sedili blu in ecopelle, tende e prese elettriche) che esterno (livrea DPR) a quelli di Trenitalia con l'unica differenza che riguarda il logo societario e la marcatura dei convogli.
Il 18 novembre 2024 debutta il primo elettrotreno Pop sulla linea 1 bis Mungivacca-Putignano, il Pop ETR 104-230.

### L'illegittimità del salvataggio del 2016 da parte di Ferrovie dello Stato
Ad agosto del 2024, il Consiglio di Stato, ha dichiarato illegittimo il trasferimento delle Ferrovie del Sud Est a Ferrovie dello Stato e il finanziamento di 70 milioni di euro erogato nel 2016 dal Ministero delle Infrastrutture per il salvataggio dell'azienda. La sentenza ribalta una precedente decisione del TAR del Lazio del 2017: i giudici hanno stabilito che i 70 milioni costituiscono un aiuto di Stato non autorizzato, e il trasferimento di FSE a FS è avvenuto senza una gara pubblica, violando così i principi di concorrenza previsti dalla normativa europea. Questa sentenza è il risultato di un ricorso presentato da aziende concorrenti come Arriva Italia e Ferrotramviaria, che avevano contestato la fusione sin dal 2017. Inoltre, il finanziamento era già stato oggetto di scrutinio da parte della Corte di Giustizia dell'Unione Europea nel 2019, la quale aveva confermato che si trattava di un aiuto di Stato. Le conseguenze della sentenza potrebbero includere la restituzione dei 70 milioni e la possibile apertura di una gara europea per la gestione futura delle ferrovie attuali gestite da Ferrovie del Sud Est.
Tuttavia, durante il nuovo appello ai vertici dell'azienda durante il mese di ottobre 2024, viene confermata la cancellazione dai registri di bilancio dell'azienda i 70 milioni avuti in prestito nel 2016, avendo contestualmente l'obbligo di ricostituire il capitale dell'azienda, pena messa in liquidazione. Inoltre viene anche confermata la continuità di proprietà da parte del gruppo FS al 100% sino a nuova comunicazione da parte del Ministero riguardanti nuovi chiarimenti sulla sentenza. A seguito della rendicontazione del mese di ottobre 2024 del Gruppo FS, la società si trova con un buco finanziario nei conti di circa 48 milioni di euro. 
Nonostante il tentativo di contatto con il Ministero delle Infrastrutture e tentativi vari di mediazione da parte della Regione Puglia per salvaguardare l'azienda e i propri dipendenti, dato che la stessa detiene il contratto di servizio con l'impresa ferroviaria, il 18 dicembre 2024, la società ha richiesto l'ultima convocazione dei soci del Gruppo FS per decidere se la società potrà continuare a operare sotto il controllo del gruppo stesso ed in caso contrario, data la mancata volontà di proseguire da parte della Regione, FSE dovrà cessare la sua attività e cedere la gestione delle linee ferroviarie (per le quali già i gestori si prospettano, data la volontà di questi ultimi di voler proseguire, Trenitalia per il servizio passeggeri e Rete Ferroviaria Italiana per la gestione dell'infrastruttura ferroviaria, gestori già proposti in passato a causa di alcune vicissitudini sindacali, ma le trattative non si sono mai concretizzate) nonché le linee automobilistiche, per le quali, a differenza delle linee ferroviarie, non vi è ancora certezza sulla prosecuzione, questo perché non è stata indetta alcuna gara per l'affidamento ed il Gruppo FS ha dichiarato di non voler assumersi la gestione del servizio su gomma in quanto nella regione Puglia non è presente alcuna sede operativa di Busitalia, azienda del Gruppo FS che si occupa dei trasporti su gomma, tuttavia secondo fonti, alcuni gestori come il Consorzio Bari Nord e il consorzio francese RATP hanno manifestato il possibile interesse alla prosecuzione del servizio su gomma. 
Tale convocazione è saltata e la società, a breve si troverà in condizione di un secondo concordato preventivo, dopo il quale gli avvocati preposti dalla società, saranno chiamati a giudizio per poter decidere il futuro della stessa, tra le opzioni figurano una possibilità di ristrutturazione del debito e la internalizzazione della società al Gruppo FS, salvando e tutelando quindi gli oltre 1700 dipendenti in servizio presso la società, non prevedendo comunque nessuna ricostituzione del capitale e mantenendo comunque la continuità del servizio, per tale scopo la Regione Puglia sta operando in modo di poter mantenere attivo quest'ultimo, nonostante la situazione di crisi. 
Il 31 dicembre 2024, presso il tribunale di Bari, la società deposita domanda con riserva di accesso a uno strumento di regolazione della crisi della società con riserva, lo stesso permette di accedere ad un simile concordato-bis che permette di regolarizzare il servizio, garantendo l'occupazione dei lavoratori, prevedendo in futuro, dopo aver risolto i problemi economici coi creditori, la vendita degli asset e il subentro della gestione internalizzata al Gruppo FS (Rete Ferroviaria Italiana e Trenitalia), data l'impossibilità di poter ricostituire il capitale a proprie spese. Inoltre rimarrà in carico il consiglio di amministrazione fino alla presentazione del bilancio 2024.
Successivamente, l'azienda ha depositato in tribunale un piano per una costituzione di una newco per il salvataggio da 130 milioni di euro, esso prevede una società controllata al 100% dal gruppo FS a nascere sulle ceneri di Ferrovie del Sud Est, mentre la vecchia società verrà trasformata in una bad company in cui rimarranno debiti e contenzioso, operazione prevista a partire dal 1° gennaio 2026, salvi i tempi dell’omologa del piano, mantenendo inalterati i servizi e i livelli occupazionali, con l'unica incognita rappresentata dai tempi delle gare, che metteranno progressivamente sul mercato una serie di servizi su gomma oggi affidati a FSE. Il bilancio dell'azienda, tuttavia, mostra un’esposizione debitoria pari a poco meno di 319 milioni, ma sono solo 270 quelli rilevanti nell’ambito della proposta di piano di ristrutturazione che l’azienda del gruppo FS ha presentato al Tribunale di Bari per rispondere alla sentenza di agosto del Consiglio di Stato.
Nel luglio 2025, i commissari giudiziali hanno ritenuto equilibrati i termini del piano di ristrutturazione del debito presentato dalla società per risolvere lo squilibrio patrimoniale totale, pari a circa 319 milioni di euro, evidenziato dopo la sentenza del Consiglio di Stato dell’agosto 2024. Tuttavia, l’Anav (Associazione Nazionale Autotrasporto Viaggiatori), rappresentante del settore del trasporto su gomma, ha contestato il piano soprattutto in quanto non prevede la restituzione del prestito ponte ricevuto e non trasferisce la proprietà di FSE al Ministero delle Infrastrutture, come richiesto dalla giustizia amministrativa: essa sostiene che trasformare il prestito ponte in un credito compensativo con il ramo d’azienda sarebbe una sanatoria degli aiuti giudicati illegittimi, oltre a violare il ritorno di della società sotto controllo ministeriale ed inoltre, sempre la stessa Anav, ha intentato un’altra causa per dichiarare nulli i contratti di servizio fra FSE e la Regione Puglia. Tuttavia, questi contratti includevano una clausola facoltativa di recesso - non obbligatoria - in caso di esito negativo di cause su aiuti di Stato, clausola che ora permette a FS di procedere con nuovi assetti del gruppo grazie ai commissari. Tuttavia, il Gruppo FS e i commissari difendono il piano sostenendo che è conforme alla sentenza del Consiglio di Stato, elimina l’aiuto pubblico illegittimo e soddisfa gli interessi di tutti i creditori, inclusi quelli che non hanno aderito. L’ultima udienza, svoltasi, come tutto il processo in precedenza, presso il Tribunale di Bari, che ha rinviato la decisione sul piano, esso valuterà se approvare o respingere il piano, tenendo conto dei ricorsi in corso delle varie aziende, tra cui quelli presentati dalla stessa Anav.
In data 1° agosto 2025, la decisione del Tribunale di Bari in merito al piano di ristrutturazione del debito è stata positiva, omologando quindi gli accordi di ristrutturazione proposti dalla società e, con questo provvedimento, sono assicurate la prosecuzione dell’attività di impresa, quindi del servizio di trasporto pubblico locale, la realizzazione degli investimenti sull’infrastruttura ferroviaria derivanti da finanziamenti pubblici, la tutela dei lavoratori e quella dei creditori che potranno essere pagati integralmente entro cinque anni dall'attuazione del piano proposto in precedenza che prevede una società controllata al 100% dal gruppo FS a nascere sulle ceneri di Ferrovie del Sud Est, mentre la vecchia società verrà trasformata in una bad company in cui rimarranno debiti e contenzioso, tale operazione è prevista a partire dal 1° gennaio 2026. Tuttavia, per attuare questo piano, si attendono ulteriori 30 giorni dalla decisione del Tribunale per permettere ai creditori qualora volessero opporsi al piano di salvataggio e presentarne ricorso.

## Divisione ferroviaria

### Linee

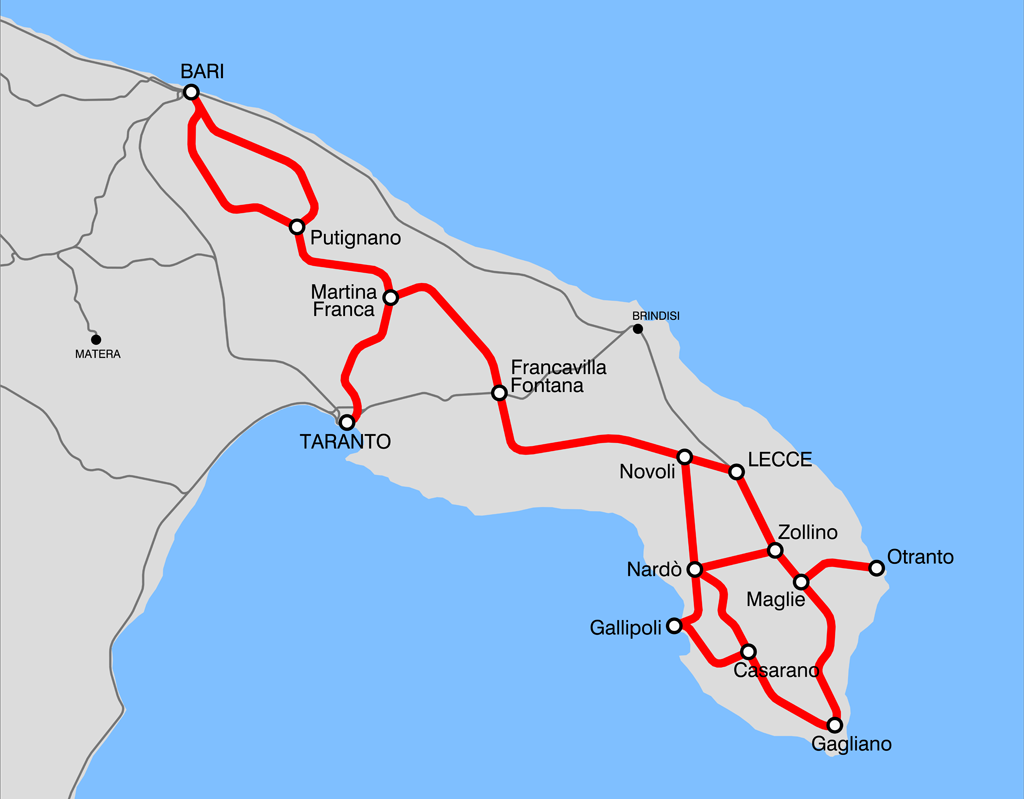
Rete ferroviaria in gestione alle Ferrovie del Sud Est

Le linee servite dalle Ferrovie del Sud Est raggiungono alcuni dei comuni interni delle province di Bari, Brindisi, Taranto e coprendo la quasi totalità della provincia di Lecce, le stesse si estendono dalla stazione di Bari Centrale sino a Gagliano del Capo, nei pressi di Santa Maria di Leuca, nell'estremo sud del Salento.
Nelle stazioni di Bari Centrale, Taranto, Francavilla Fontana e Lecce incrocia le linee di Rete Ferroviaria Italiana.
Di seguito una tabella di tutte le linee gestite e le loro caratteristiche:
| Linea                     | Capilinea      | Capilinea      | Lunghezza  | Binario                                                              | Elettrificazione                                                                                         | Segnalamento                                                                                        | Sede DCO   | Note |
| ------------------------- | -------------- | -------------- | ---------- | -------------------------------------------------------------------- | --- | --------------------------------------------------------------------------------------------------- | ---------- | --- |
| Bari-Taranto              | Bari Centrale  | Taranto        | 112,630 km | doppio tra Bari Centrale e Rutigliano, singolo sul resto della linea | - 3000 V = nei tratti Bari Centrale-Mungivacca e Putignano-Taranto - In corso tra Mungivacca e Putignano | - BCA - SCMT tra Bari Centrale e Putignano, in corso di attrezzaggio tra Putignano e Martina Franca | Mungivacca | il tratto Mungivacca-Putignano è attualmente per lavori di raddoppio binario, adeguamento tecnologico della linea e attrezzaggio SCMT con termine 14/09/2025 |
| Mungivacca-Putignano      | Mungivacca     | Putignano      | 43,412 km  | singolo                                                              | 3000 V =                                                                                                 | - BCA - SCMT                                                                                        | Mungivacca | - |
| Martina Franca-Lecce      | Martina Franca | Lecce          | 102,588 km | singolo                                                              | in corso                                                                                                 | - BCA - SCMT in corso di attrezzaggio tra Francavilla Fontana e Lecce                               | Novoli     | il tratto Francavilla Fontana-Lecce è attualmente chiuso per elettrificazione, attrezzaggio SCMT e potenziamento della linea                                 |
| Novoli-Gagliano del Capo  | Novoli         | Gagliano Leuca | 74,194 km  | singolo                                                              | assente                                                                                                  | BCA                                                                                                 | Novoli     | - |
| Casarano-Gallipoli        | Casarano       | Gallipoli      | 22,003 km  | singolo                                                              | assente                                                                                                  | BCA                                                                                                 | Novoli     | - |
| Lecce-Gallipoli           | Lecce          | Gallipoli      | 52,961 km  | singolo                                                              | in corso tra Lecce e Zollino, assente sul restante tratto                                                | - BCA - ERTMS in corso di attrezzaggio tra Zollino e Gallipoli                                      | Novoli     | - |
| Zollino-Gagliano del Capo | Zollino        | Gagliano Leuca | 46,502 km  | singolo                                                              | in corso                                                                                                 | - BCA - ERTMS in corso di attrezzaggio da Maglie a Gagliano Leuca                                   | Novoli     | il tratto Maglie-Gagliano Leuca è attualmente chiuso per attrezzaggio ERTMS fino al 14/09/2025                                                               |
| Maglie-Otranto            | Maglie         | Otranto        | 18,271 km  | singolo                                                              | in corso                                                                                                 | BCA                                                                                                 | Novoli     | - |

### Assegnazione rotabili
Assegnazione rotabili nei feriali (ordinaria)
- Linea 1 bis Mungivacca-Putignano: completamente elettrificata, vengono utilizzati principalmente gli ETR 322 e gli ETR 104, mentre gli ATR 220 sono impiegati in modo sporadico.
- Linea 1 Bari-Taranto: gli ATR 220 coprono tutte le relazioni attualmente in servizio su questa linea, ovvero Rutigliano-Putignano, Putignano-Martina Franca e Martina Franca-Taranto. In molti casi, vi sono alternanze sulla Martina Franca-Putignano essendo elettrificata, con gli ETR 322 e gli ETR 104.
- Linea 2 Martina Franca-Lecce: gli ATR 220 coprono tutta la relazione attualmente aperta e in servizio su questa linea, da Martina Franca a Francavilla Fontana, il tratto da Francavilla Fontana e Lecce il tratto è attualmente sostituito da servizi automobilistici a partire dal 9 giugno 2024;
- Linea 3 Novoli-Gagliano del Capo, linea 4 Casarano-Gallipoli, linea 5 Lecce-Gallipoli, linea 6 Zollino-Gagliano del Capo e linea 7 Maglie-Otranto: su queste linee del Salento, gli ATR 220 si alternano con le automotrici Ad 31-45, generalmente coprendo i primi e gli ultimi treni della giornata nei feriali, a seconda delle necessità operative.

L'uso proficuo e continuativo degli ATR 220 sulla linea 1 è frutto del cambio orario del 4 marzo 2024, prima di questo cambio orario vi era la possibilità di trovare le automotrici Ad soltanto sulla relazione Martina Franca-Taranto, mentre per la linea 2 l'uso proficuo e continuativo degli stessi è frutto del cambio orario del 9 giugno 2024 che contestualmente chiude per lavori il tratto Francavilla Fontana-Lecce.
Assegnazione rotabili nei feriali (periodo estivo)
Durante il periodo estivo, gli ATR 220, gli ETR 322 e gli ETR 104 seguono uno schema di utilizzo simile a quello dei giorni festivi, con impiego prevalente su tutte le linee. Sulle linee 1 Bari-Taranto, 1 bis Mungivacca-Putignano e 2 Martina Franca-Lecce, gli ATR 220 e, laddove le tratte sono elettrificate, gli ETR 322 e gli ETR 104, sono utilizzati regolarmente anche in presenza di ridotto afflusso di passeggeri. In Salento, solo per la relazione Lecce-Gallipoli (linee 5 e, solo parzialmente, linea 7) l’intero servizio è garantito dagli ATR 220 per rispondere all’incremento notevole di turisti, mentre, sulle altre linee, gli ATR 220 coprono un maggior numero di turni rispetto alle automotrici Ad 31-45, che vengono impiegate solo in modo saltuario ed il servizio è limitato ad alcune unità che sono provviste di climatizzazione.

#### Assegnazione rotabili nei festivi (periodo invernale e estivo)
Nelle giornate festive invernali e festive, gli ATR 220 e, laddove le tratte sono elettrificate, gli ETR 104 ed ETR 322, vengono impiegati su tutte le tratte, inclusa la parte salentina, quindi, le Ad 31-45 rimangono ferme.
Sulla linea 1 per quanto riguarda le relazioni Martina Franca-Taranto e Rutigliano-Putignano non sono previsti treni nei giorni festivi sia nel periodo invernale sia estivo.

### Parco rotabili
Autotreni 
- Autotreni ATR 220 Pesa ATRIBO[90][91]

 Elettrotreni 
- Elettrotreni ETR 104 Alstom Coradia[92][93][94][95][96][97]

- Elettrotreni ETR 322 Newag Impuls 2 36WEb[98][99]

Automotrici
- Automotrici Ad 31-45[100]

 Locomotive 
- Locomotive DE.122[101]

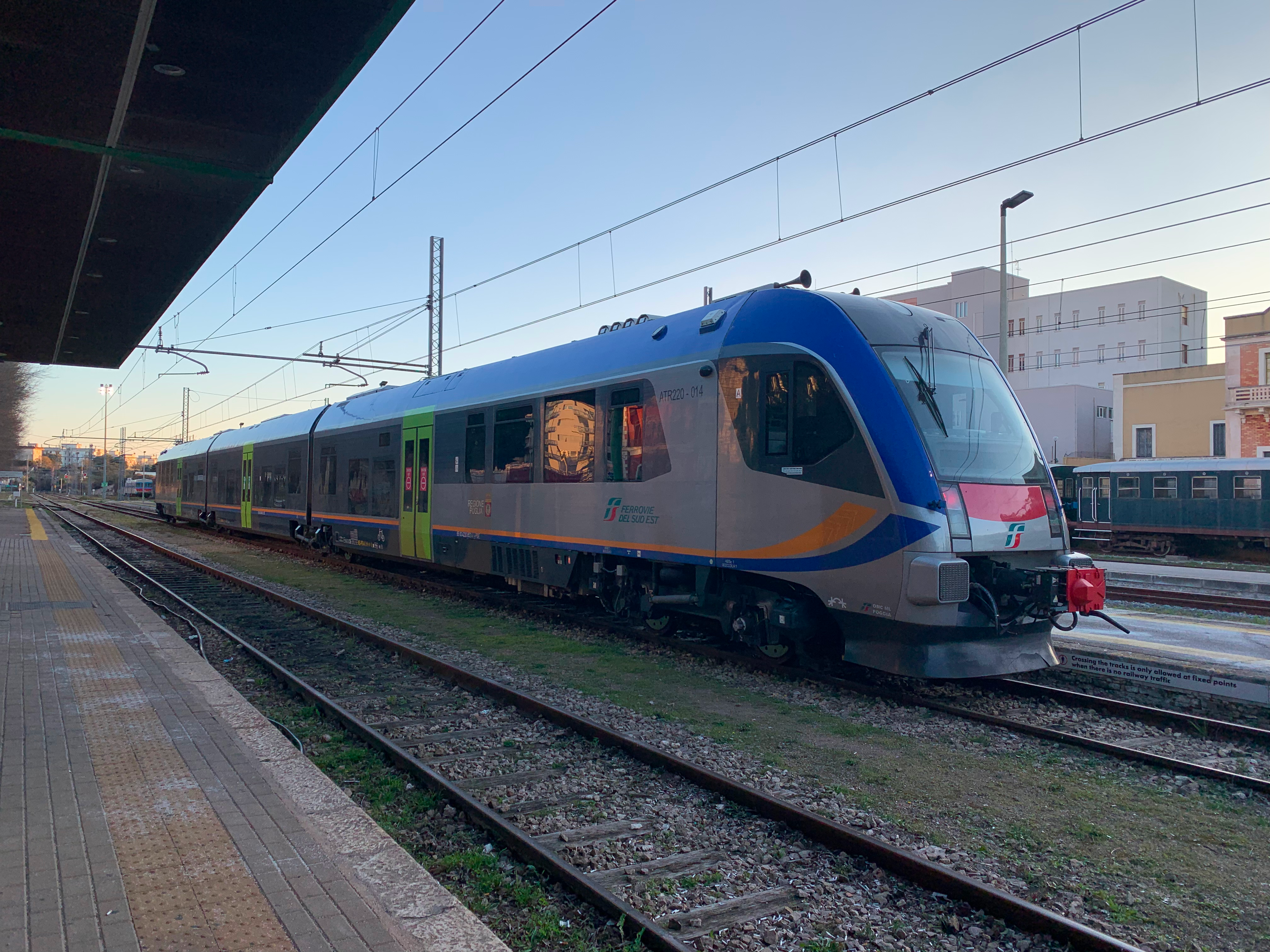
Autotreno ATR 220 n. 014
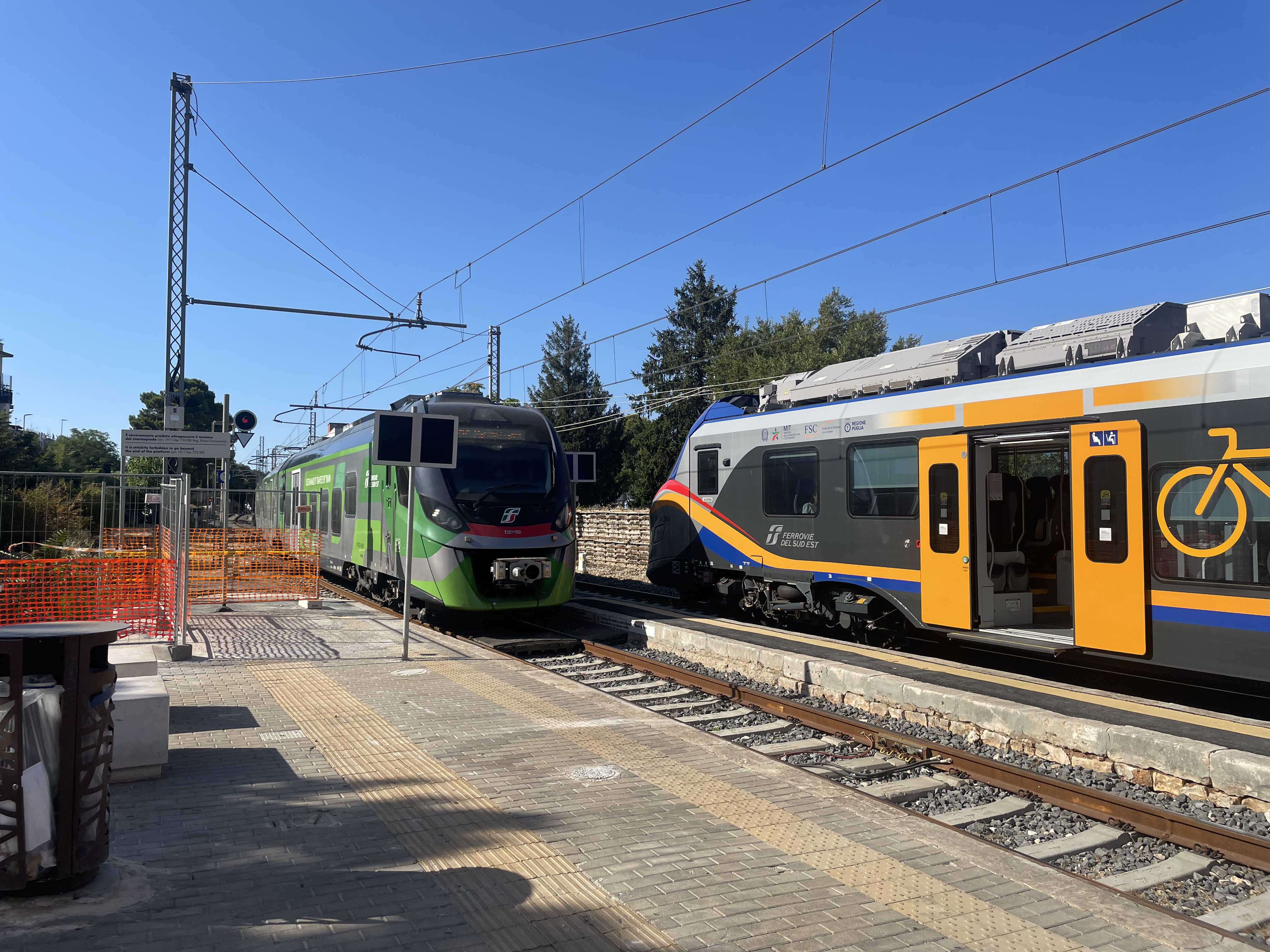
Elettrotreno ETR 322 n. 004 ed elettrotreno ETR 104 n. 225
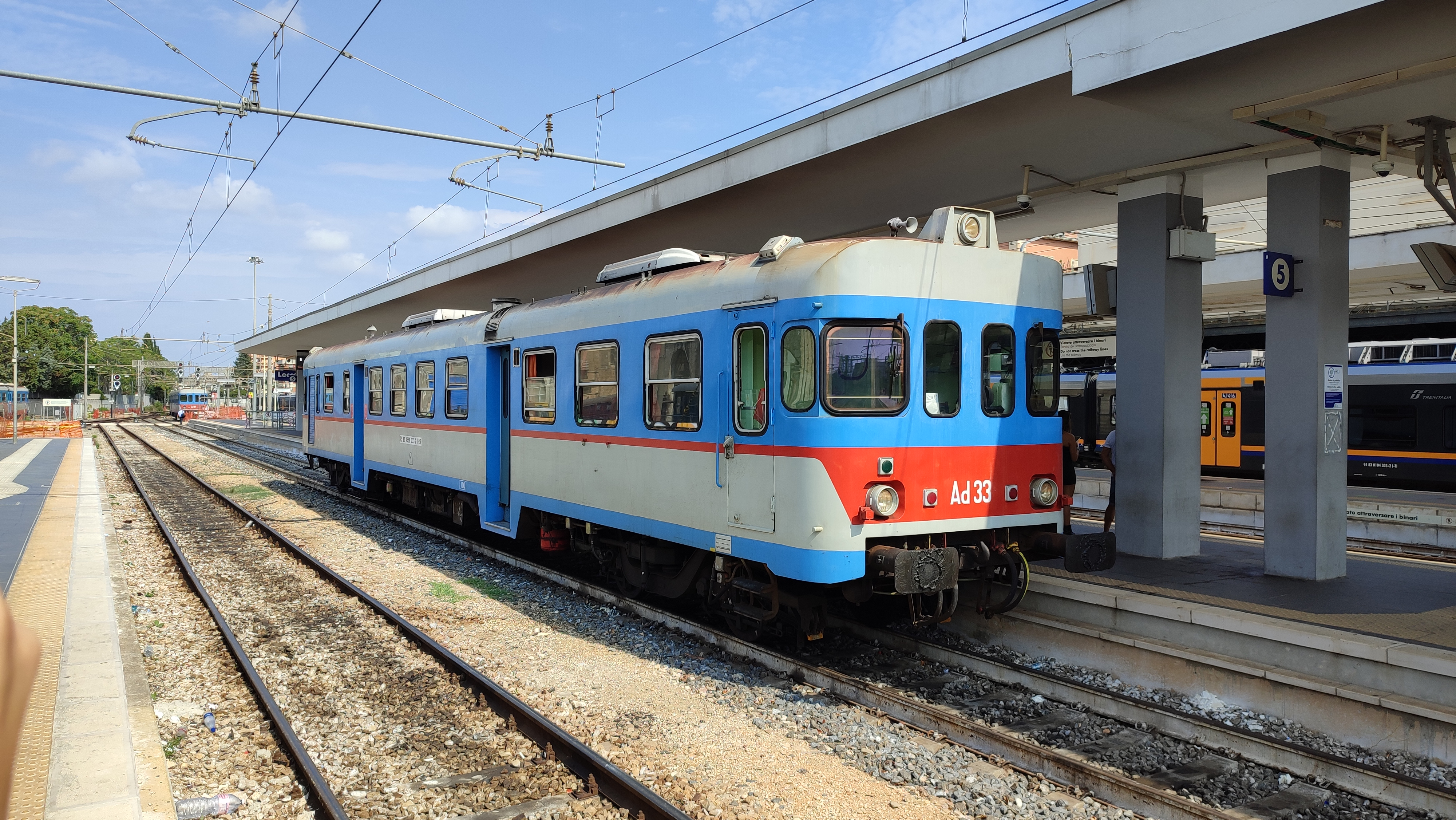
Automotrice Ad n. 33
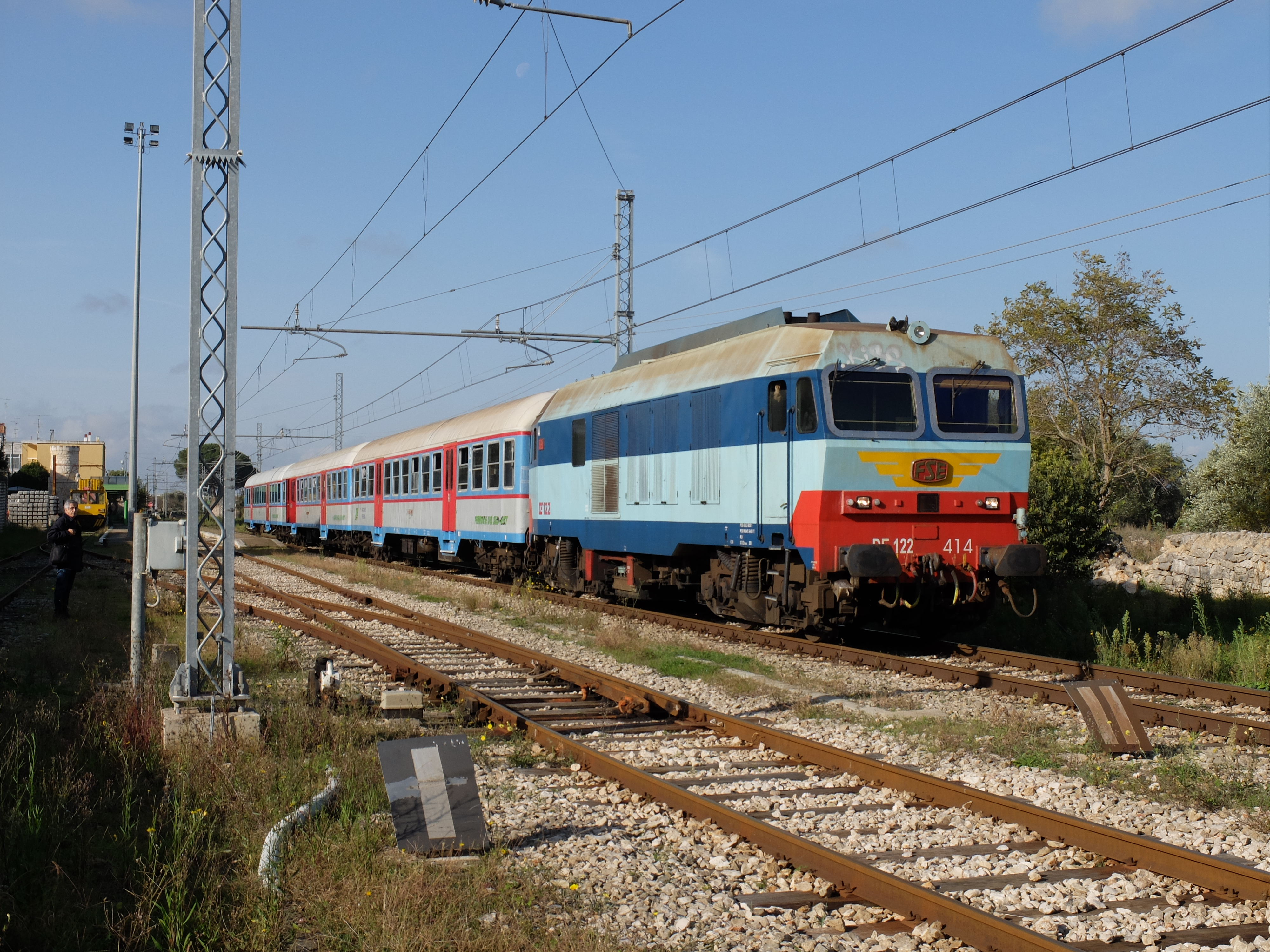
Locomotiva DE.122 n. 414